# 최영길
최영길(崔永吉, 1949년 4월 24일~)은 한국 이슬람교 이사장이다.

## 내력
최영길은 1949년 출생으로 명지대학교 명예교수직을 맡았다.

## 출판서
- "성 꾸란:의미의 한국어 번역"
- "인생교과서 04:무함마드"